# 寺田藍月
寺田 藍月（てらだ あづき、2015年〈平成27年〉10月21日 -）は、日本の元子役。METEORA所属。茨城県土浦市出身。

## 出演

### テレビドラマ
- そして、生きる 第1話・第5話（2019年8月4日・25日、WOWOW）- 生田瞳子（幼少期）役[2]
- 今野敏サスペンス「警視庁強行犯係・樋口顕」（2019年9月2日、テレビ東京）- ナオミ役[3]
- 凪のお暇 第9話（2019年9月13日、TBS）- チビ凪妹役[4]
- やすらぎの刻〜道 第177話（2019年12月11日、テレビ朝日）- 牧田ノノカ役[5]
- 捜査会議はリビングで おかわり! 第4話（2020年2月23日、NHK BSプレミアム）- 高部桃役
- ホームルーム第10話（2020年3月27日、毎日放送）- 椎名の子供役[6]
- SUITS/スーツ2 第1話（2020年4月13日、フジテレビ）- 上杉夏美（幼少期）役[7]
- 機捜235（2020年4月24日、テレビ東京）- 鈴木瑠奈役[8]
- ウルトラマンZ「獅子の声」第16話 （2020年10月10日、テレビ東京）- ユカ役[9]
- 今野敏サスペンス「警視庁強行犯係・樋口顕」（2020年10月19日、テレビ東京）- 遠藤ナオミ役[3]
- RISKY〜復讐は罪の味〜 第5話（2021年4月16日、MBS）- 広瀬ひなた（幼少期）役[10]
- 主夫メゾン（2021年5月1日、TELASAオリジナルドラマ）- 大友マナ役[11]
- 恋はDeepに 第5話（2021年5月12日、日本テレビ）- ゆり役[12]
- 連続テレビ小説 おかえりモネ（2021年、NHK総合）- 永浦未知（幼少期）役
- イチケイのカラス 第8話（2021年5月24日、フジテレビ）- 潮川ほたる役[13]
- 24時間テレビドラマスペシャル「生徒が人生をやり直せる学校」（2021年8月21日、日本テレビ）- 乃木琴音役[14]
- グレーテルのかまど スピンオフドラマ〜パティシエ・ヘンゼル しあわせの魔法〜（2022年1月1日、NHK）- 吉崎カナ役[15]
- 義母と娘のブルース 2022年 謹賀新年スペシャル（2022年1月2日、TBS）- 子ども役[16]
- しもべえ 第5話（2022年2月25日、NHK総合）- 鴨志田ユリナ役[17]
- ZIP 朝ドラマ サヨウナラのその前に 第2話（2022年3月2日、日本テレビ）- 観月未希（幼少期）役[18]
- 異世界居酒屋「のぶ」Season2～魔女と大司教編 第5話（2022年6月24日、WOWOW） - カミラ役[19]
- プリズム 第2話・第4話（2022年7月19日・8月2日、NHK総合）- 前島皐月（幼少期役）[20][21]
- 家庭教師のトラコ 第7話（2022年8月31日、日本テレビ）- 幼稚園児役[22]
- インフォーマ 第2話・第5話 - 第7話・第9話 - 最終話（2023年1月27日 - 3月24日、関西テレビ）- 浅倉あい役
- 大河ドラマ どうする家康 第5回（2023年2月5日、NHK総合）- 久松一家次女役[23]
- リバーサルオーケストラ 第7話（2023年2月22日）- 谷岡初音（8歳）役[24]
- ペルソナの密告 3つの顔をもつ容疑者（2023年3月24日、テレビ東京）- 日向莉々役[25]
- 勝利の法廷式 第1話・第3話・第6話・第10話（2023年4月13日・4月27日・5月18日・6月15日、読売テレビ・日本テレビ）- 神楽蘭（幼少期）役[26][27][28][29]
- ケイジとケンジ、時々ハンジ。第4話（2023年5月4日、テレビ朝日）- 江戸陽葵（幼少期）役[30]
- ばらかもん（2023年7月12日 - 9月20日、フジテレビ）- 久保田陽菜役[31][32]
- シッコウ!!〜犬と私と執行官〜 第4話（2023年8月1日、テレビ朝日）- 山家ミナ役[33]
- うちの弁護士は手がかかる 第7話（2023年11月24日、フジテレビ）- 野村美緒役[34]
- 厨房のありす 第2話（2024年1月28日、日本テレビ）- 三ツ沢和紗（幼少期）役[35]
- マル秘の密子さん 第2話・第3話（2024年7月20日・8月3日、日本テレビ）- 本宮密子（幼少期）役[36][37]
- ビリオン×スクール 第9話（2024年8月30日、フジテレビ）- 女子役[38]
- おいち不思議がたり 第1話（2024年9月1日、NHK BS・NHK BSプレミアム4K）- 幼いおいち役[39]
- ギークス〜警察署の変人たち〜 第10話（2024年9月12日、フジテレビ）- 西條唯（幼少期）役[40]

### その他のテレビ番組
- ファミリーヒストリー「友近〜見つかった亡き父の書き置き 70年前の真実〜」（2017年1月19日、NHK総合）- 再現VTR 幼少期役[41]
- いないいないばあっ!（NHK 教育テレビジョン）- レギュラー
- 「文豪ファミリア 家族は見た!」父・藤沢周平～元祖イクメンの日々～（2017年10月25日、NHK BSプレミアム） - 小菅展子幼少期役[41]
- 中居正広の金曜日のスマイルたちへ 再現VTR（2020年3月13日、TBS）- 鈴木光 幼少期役[42]
- ダンナの昼顔（2020年9月3日、TBS）[43]
- ラヴィット!（2021年8月13日・9月24日・11月4日、TBS）- お出かけ企画[44][45][46]
- THE突破ファイル（2024年7月11日、日本テレビ）- 福原遥の幼少期役[47]
- イタズラジャーニー（フジテレビ）[41]
- ザ!世界仰天ニュース（2024年4月、日本テレビ）- 再現VTR 白鳥さんの娘役[41]
- 全力!脱力タイムズ（フジテレビ）[41]

### 映画
- バイプレイヤーズ 〜もしも100人の名脇役が映画を作ったら〜（2021年4月9日）[48]
- 仮面ライダーオーズ 10th 復活のコアメダル（2022年3月12日）- 少女役[49]
- 最後まで行く（2023年5月19日）- 工藤美奈役[50]
- パレード（2024年2月29日 Netflix配信） - 裕子役[51]
- 石岡タロー（2024年3月29日） - 中嶋恭子役[1][52]

### CM・Web
- Candy Toys[41]
- 花王 メリーズ ママへの応援ムービー「なんで？」篇[41]
- くもん出版 ホビッチョ！「遊びでそだてる 学びのちから KUMON TOY」[41]
- マクドナルド
  - ほんのハッピーセット「きょうも親子の1ページを」篇[53]
  - ちょいマック登場「迷う」篇[54]
  - ハッピーセットなりきり!プロキット「夢が広がる」篇[41]
- ミドリ安全
  - 防災ソリューション「心やさしき総務部長」篇[41]
  - 楽腰パンツ「総務部長が一番気になること」篇[41]
- 昭文社 家族でおでかけ冬号「おうちでdeスシロー！くるくる回転寿司」[55]
- 日清オイリオ「未来を元気にするあなたへ、“植物のチカラⓇ”を。」篇[56]
- 江崎グリコ カフェオーレ「湖畔」篇[41]
- パナソニック「4K有機ELビエラLZ2000 音でもっとスゴくなる」ディズニープラス篇[41]
- 日産「ROOX」[41]
- JTB「USJ ファミリー篇」[41]
- P&G 車のファブリーズ[41]
- ペット用フィルター式給水器No1「ピュアクリスタル」[41]
- ハインツ「ハインツ先生とトマトケチャップ編/ハインツ先生ともぐもぐパスタ編」[41]

### 雑誌
- 学研プラス「ディズニーといっしょブック 」2021年4月号[57][58]

### スチール・カタログ
- 江崎グリコ「幼児のみもの」[41]
- キヤノン「KissM」[41]
- 日生協 
  - 2018年すくすく応援団&BABY 夏号[41]
  - 2019年すくすく応援団&BABY 早春[41]
- くらしと生協　住まいの快適物語冊子 2020春号[41]
- あそびと環境0・1・2歳　2020年1、2、3月号[59]